# معاملة المثليين في بروناي
يواجه الأشخاص من المثليين والمثليات ومزدوجي التوجه الجنسي والمتحولين جنسياً (اختصاراً: مجتمع الميم) في بروناي تحديات قانونية واجتماعية لا يواجهها غيرهم من المغايرين جنسيا. يواجه الأشخاص من مجتمع المثليين وصمة عار بين السكان. كما أن المنازل التي يعيش فيها الشركاء المثليون غير مؤهلة للحصول على نفس الحماية القانونية المتاحة للأزواج المغايرين، مع وجود عدة تقارير تتحدث عن مستوى عالي من التمييز والانتهاكات ضد مجتمع المثليين. تعتبر العلاقات الجنسية المثلية غير قانونية في بروناي. ويعاقب عليها إذا كانت بين الرجال بالموت أو الجلد؛ ويعاقب عليها إذا كانت بين النساء بالجلد بالعصا أو السجن. لدى السلطنة حاليًا وقف لتنفيذ عقوبة الإعدام.
وصفت منظمة آوترايت أكشن إنترنشايونال بروناي بأنها «الدولة التي تتمتع بأكثر الحقوق إثارة للقلق بالنسبة لمجتمع المثليين في جنوب شرق آسيا». يضطر مجتمع المثليين في بروناي إلى أن يظل متحفظًا للغاية بشأن توحههم الجنسي.
يسعى «مشروع بروناي»، الذي أنشئ في عام 2015، إلى تعزيز حقوق الإنسان، بما في ذلك الحرية الدينية وحرية التعبير وحقوق المثليين في بروناي من خلال وسائل التواصل الاجتماعي. نظمت المجموعة حدثًا خاصًا بمجتمع المثليين في عام 2016، احتفالا بحدث «اليوم العالمي لمناهضة رهاب المثلية، ورهاب التحول الجنسي، ورهاب ازدواجية التوجه الجنسي» في بروناي.

## قانونية النشاط الجنسي المثلي
قبل القانون الحالي، كانت المثلية الجنسية غير قانونية ويعاقب عليها بالسجن لمدة تصل إلى 10 سنوات، بغض النظر عما إذا كان الفعل قد تم على انفراد وتوافقيا. في عام 2014، أعلنت بروناي أنها ستبدأ في فرض الشريعة. وكان من المقرر أن يتم البدأ به في 3 أبريل 2019. كتب الممثل الأميركي جورج كلوني رسالة مفتوحة تدعو إلى مقاطعة فنادق سلطان بروناي، بما في ذلك وبيفرلي هيلز فندق وفندق بيل اير.
عندما تم الإعلان عن الانتقال إلى الشريعة الإسلامية، حثت الأمم المتحدة بروناي على مراجعة قوانينها في هذا المجال، والتي وصفتها العديد من وسائل الإعلام بأنها «من القرون الوسطى»، «غير متحضرة» و «بالعودة إلى العصر الحجري». تأخر تنفيذها حتى أبريل 2019، بعد أن أعلن السلطان أنه ينبغي اعتبار هذه القوانين «إرشادات خاصة» من الله. سيتم معاقبة العلاقات الجنسية بين الرجال بالموت رجماً إذا اعترفوا بذلك أو رآهم أربعة شهود عيان يفعلون ذلك. سيتم معاقبة العلاقات الجنسية بين النساء إما بالجلد 40 مرة من بالعصا أو بالسجن لمدة أقصاها 10 سنوات.
نصح نشطاء حقوق الإنسان الدوليون مجتمع المثليين، وكذلك الأقليات المسيحية والبوذية، بأن يظلوا متحفظين في البلاد. أي شخص يقبض عليه «يشوه صورة الإسلام» يعاقب بشدة.
في مايو 2019، بعد إدانة دولية واسعة واهتمام إعلامي، مددت حكومة بروناي الوقف الحالي لعقوبة الإعدام إلى قانون الشريعة الجنائي الذي جعل عقاب الأفعال الجنسية المثلية الرجم وأعلنت عدم تطبيق ذلك.

## الهوية الجندرية والتعبير عنها
لا تسمح بروناي بتغيير اسم الشخص أو جنسه في الوثائق الرسمية. جراحة إعادة تحديد الجنس غير مسموح بها.
في 11 مارس 2015، تم تغريم موظف مدني بقيمة 1000 دولار بروناي بموجب أمر الشريعة لقانون العقوبات الخاص بشهوة الملابس المغايرة.

## ظروف الحياة
مجتمع المثليين في بروناي مخفي وسري للغاية. يميل مجتمع بروناي إلى ربط المثلية الجنسية ب«الرجال المتأنثين».
في عام 2011، قام أكاديميون بجامعة بروناي بدراسة رسمية لمجتمع المثليين في بروناي. أوضحت الدراسة كيف اختاروا التزام الصمت والسرية بشأن توجههم الجنسي. تمكن الباحثون فقط من العثور على 29 من أفراد العينة لمجتمع الميم، بعضهم من الأجانب. بلغ إجمالي عدد سكان البلاد 411,900 في من عام 2014.

## تقارير حقوق الإنسان

### تقرير وزارة الخارجية الأمريكية 2017
في عام 2017، أبلغت وزارة الخارجية الأمريكية ما يلي، فيما يتعلق بوضع حقوق المثليين في بروناي:

أعمال العنف والتمييز وغيرها من الانتهاكات القائمة على أساس التوجه الجنسي والهوية الجندرية

"القانون العلماني يجرّم "الجماع الجسدي ضد نظام الطبيعة ". في يوليو/تموز، تم تعديل الفصل 22 من قانون العقوبات بهدف زيادة الحد الأدنى للعقوبة على هذا الجماع إلى السجن لمدة تتراوح بين 20 و 50 عامًا. وقد تم تطبيق التعديل بشكل أساسي في حالات الاغتصاب أو إساءة معاملة الأطفال، حيث يكون كل من المهاجم والضحية من الذكور، لأن القانون الحالي لا يغطي سوى الاعتداء على المرأة من قبل رجل، ويحظر قانون الإجراءات الخاص "اللواط" (الجماع الشرجي) بين الرجل أو بين الرجل والمرأة التي ليست زوجته إذا تم تنفيذه، فسوف يفرض هذا القانون الموت بالرجم، كما تحظر قانون الشريعة على الرجال ارتداء ملابس النساء أو على النساء ارتداء ملابس الرجال" دون عذر معقول" أو "لأغراض غير أخلاقية". لم تكن هناك إدانات معروفة خلال العام.

أفاد أفراد من المثليات والمثليين ومزدوجي التوجه الجنسي والمتحولين جنسياً وثنائيي الجنس (LGBTI) بالتمييز غير الرسمي والمجتمعي في التوظيف العام والخاص، والإسكان، والترفيه، وفي الحصول على الخدمات بما في ذلك التعليم من كيانات الدولة. أفاد أفراد المثليات والمثليين ومزدوجي التوجه الجنسي والمتحولين جنسياً وثنائيي الجنس (LGBTI) عن تخويفهم على أيدي الشرطة، بما في ذلك تهديدات الإعلان عن حياتهم الجنسية أو إعاقة قدرتهم على الحصول على وظيفة حكومية أو منع التخرج من المؤسسات الأكاديمية الحكومية. أفاد أفراد مجتمع المثليين أن الحكومة راقبت أنشطتهم واتصالاتهم. كانت الأحداث المتعلقة بمواضيع مجتمع المثليين خاضعة لقيود على التجميع والتعبير. أفاد مجتمع المثليين أن الحكومة لن تصدر تصاريح لمثل هذه الأحداث."

## ملخص
| قانونية النشاط الجنسي المثلي                                                                  | / (العقوبة: عقوبة: عقوبة الإعدام (في حالة وقف منذ 6 مايو 2019) السجن أو 100 جلدة للرجال، السجن أو الضرب بالعصا للنساء) |
| المساواة في السن القانوني للنشاط الجنسي                                                       | No |
| قوانين مكافحة التمييز في التوظيف                                                              | No |
| قوانين مكافحة التمييز في توفير السلع والخدمات                                                 | No |
| قوانين مكافحة التمييز في جميع المجالات الأخرى (تتضمن التمييز غير المباشر، خطاب الكراهية)      | No |
| قوانين مكافحة أشكال التمييز المعنية بالهوية الجندرية                                          | No |
| زواج المثليين                                                                                 | No |
| الاعتراف القانوني بالعلاقات المثلية                                                           | No |
| تبني أحد الشريكين للطفل البيولوجي للشريك الآخر                                                | No |
| التبني المشترك للأزواج المثليين                                                               | No |
| يسمح للمثليين والمثليات ومزدوجي التوجه الجنسي والمتحولين جنسيا بالخدمة علناً في القوات المسلحة | No |
| الحق بتغيير الجنس القانوني                                                                    | No |
| علاج التحويل محظور على القاصرين                                                               | No |
| الحصول على أطفال أنابيب للمثليات                                                              | No |
| الأمومة التلقائية للطفل بعد الولادة                                                           | No |
| تأجير الأرحام التجاري للأزواج المثليين من الذكور                                              | (غير قانوني للأزواج المغايرين كذلك)                                                                                    |
| السماح للرجال الذين مارسوا الجنس الشرجي التبرع بالدم                                          | [ 20 ] |